# 361-ша база охорони і обслуговування (Білорусь)
361-ша ордена Червоної Зірки база охорони і обслуговування (центральних органів військового управління) (361 боо, в/ч 35703) (біл. 361 база аховы і абслугоўвання) — єдиний підрозділ Збройних Сил Білорусі, що займається організацією пропускного режиму, охороною адміністративних будівель Міністерства оборони, забезпечує службовим транспортом керівників центрального управління та іноземні делегації.

## Історія
Історія бази бере початок в 1944 році, коли в районі села Малая Добрая (Краснинський район (Смоленська область)) був створений 6-й окремий батальйон охорони польового управління 3-го Білоруського фронту. Цей батальйон був створений в результаті переформування 6-го полку охорони польового управління Західного фронту. За стійкість і відвагу проявлену в боях 355 воїнів частини були нагороджені орденами та медалями. В залежності від дислокації штабу фронту батальйон пройшов Смоленську область, Білоруську РСР, Литовську РСР, Східну Прусію. Наказом Президії Верховної Ради СРСР від 26 квітня 1945 року за зразкове виконання завдань камандування по забезпечення безперебійної роботи польового управління 3-го Білоруського фронту батальйон нагороджено орденом «Червоної Зірки».
З 4 листопада 1961 року дислокується в м. Мінськ.
Щоб потрапити до батальйону охорони 361-ї бази, необхідно мати відмінне здоров'я, пам'ять та зріст не менше 175 см.
Підрозділи бази брали участь в спільних білорусько-російських оперативних навчаннях «Щит Союзу–2019» на полігоні Муліно в Російській Федерації.

## Структура
- батальйон охорони (центральних органів воєнного управління);
- автомобільний батальйон (обслуговування центральних органів воєнного управління);
- автомобільний батальйон (рухомих пунктів управління);
- ремонтна рота;
- рота матеріального забезпечення;
- підрозділи зв'язку.